# Río Tirso
El Tirso es el río más importante de Cerdeña por longitud y superficie de la cuenca. Nace en el altiplano de Buddusò, en la pendiente de Punta Pianedda, sobre 985 m s. n. m. Atraviesa la isla de este a oeste, desembocando en el golfo de Oristán tras recorrer 152 km. En su curso se encuentra con las provincias de Sassari, Nuoro y Oristán.
Antes de la construcción de la presa que interrumpe su curso y de la creación del terraplén en la llanura de Oristán, las inundaciones sucedían con frecuencia, especialmente en los meses de primavera.

## Lago Omodeo
El río Tirso forma un lago artificial, el lago Omodeo, que lleva el nombre de su diseñador, el ingeniero Angelo Omodeo. Formado por la presa de Santa Chiara en 1924, la superficie de su cuenca tiene en torno a 20 km de largo por 3 de ancho, lo que le convierte en la cuenca artificial de mayores dimensiones de Italia.

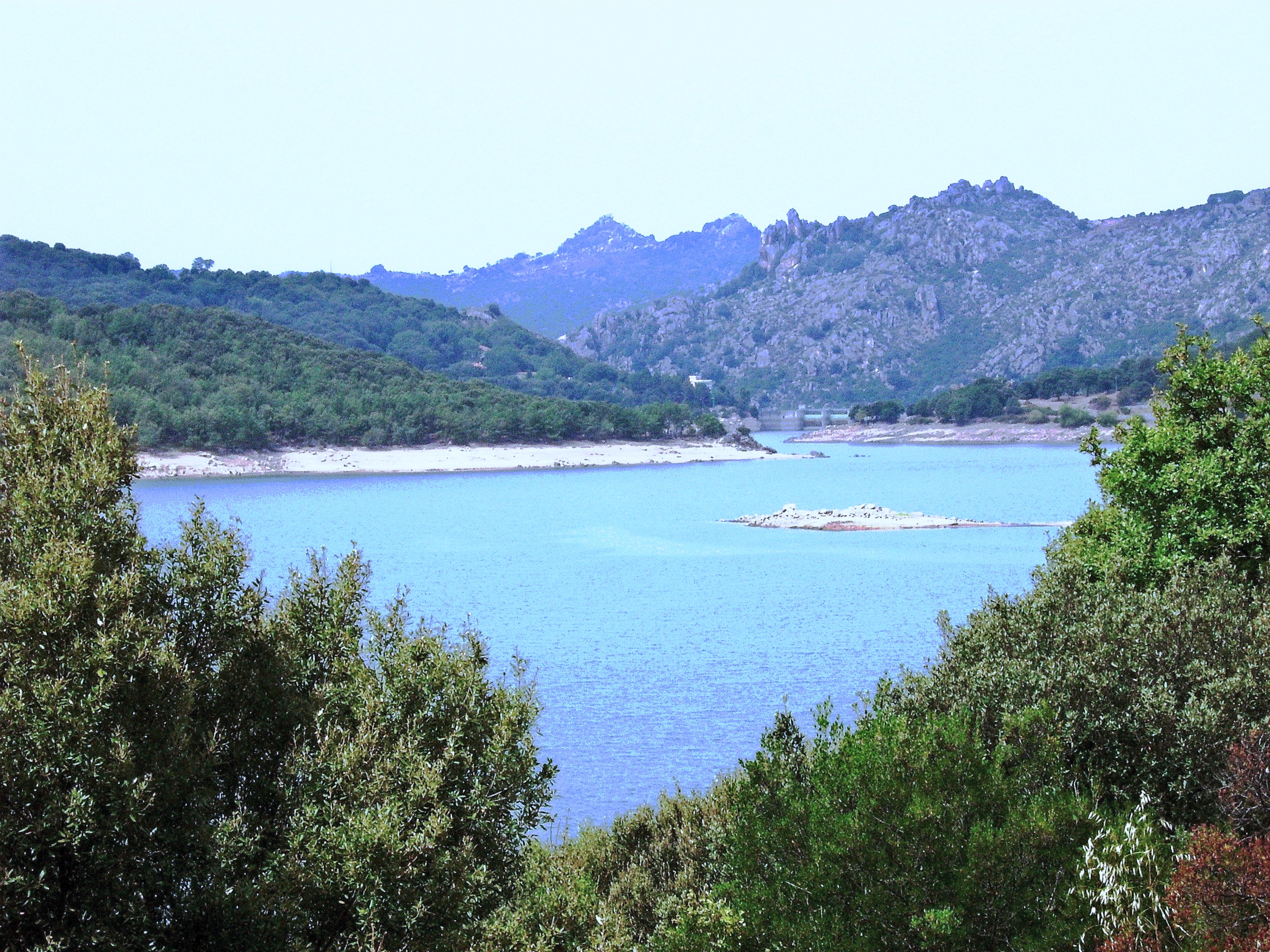
Lago de Gusana, formado por el río Taloro antes de desembocar en el río Tirso.

- Datos: Q2121259
- Multimedia: Tirso / Q2121259